# Mailfence
Mailfence est un service de messagerie chiffré propriétaire basé sur le standard OpenPGP qui offre le chiffrement de bout en bout et la signature numérique. Il a été lancé en novembre 2013 par ContactOffice Group qui gère une suite collaborative en ligne pour des professionnels, universités et autres organisations depuis 1999.

## Historique

### Développement
En 2013, juste après les révélations concernant la surveillance mondiale en masse d’internet, les fondateurs de ContactOffice Group réalisent qu’il existe un réel besoin d’une plateforme de messagerie email qui respecte la vie privée et qui offre des mécanismes de sécurité facile à utiliser. En mars 2016, la société lance la version beta de son système de chiffrement de bout en bout et de signature numérique pour emails.

### Bloqué en Russie
Le 5 mars 2020, Mailfence a rapporté le blocage de ses serveurs SMTP par les services emails basés en Russie. Il s’agit d’une réponse au refus de la société à soumettre un avis de collaboration avec le gouvernement russe, et plus spécifiquement Roskomnadzor (agence fédérale de surveillance des communications, des technologies de l'information et des communications de masse). Mailfence n’a pas répondu à la requête de céder des informations sur leurs utilisateurs, en violation de leurs conditions générales et des lois fédérales belges.

## Fonctionnalités
Mailfence offre aussi les fonctions suivantes : calendrier, contacts, messagerie instantanée et partage de documents.

### Courrier électronique
Le service propose POP/IMAP et Exchange ActiveSync mais aussi la possibilité d'utiliser son propre nom de domaine. Les utilisateurs peuvent envoyer des courriels en format texte ou en format texte enrichi, classer les messages dans des dossiers ou les catégoriser avec des tags, créer des signatures automatiques ainsi que des alias.

### Contacts
Les contacts supportent l’import (CSV, vCard, LDIF) et l’export vCard, CSV, PDF), la création et la modification de contacts. Les utilisateurs peuvent créer des listes de contacts et les organiser avec des tags.

### Calendrier
Le calendrier supporte l’import et l’export vCal/iCal. Les utilisateurs peuvent partager leur calendrier avec des membres de groupe mais aussi créer des sondages afin de faciliter l’organisation de réunions.

### Documents
Un espace de stockage de documents est disponible. Les utilisateurs peuvent déplacer les fichiers dans des dossiers et les classer avec des tags. Les documents peuvent être édités en ligne et accédés en WebDAV.

### Groupes
Les groupes permettent aux utilisateurs de partager des documents, contacts et agendas de façon sécurisée. L’administrateur du groupe gère les droits d’accès des divers membres dudit groupe et peut aussi désigner un autre membre comme co-administrateur ou administrateur principal du groupe.

### Planificateur de réunions
Mailfence Polls est un planificateur de réunion sécurisé.

### Chat
Le chat de Mailfence est basé sur le protocole Jabber/XMPP. Nommé Jabber puis XMPP (pour Extensible Messaging and Presence Protocol), ce protocole open-source sert la messagerie instantanée.

### Clients Web
L'interface Web vient avec un client IMAP, POP3, CalDAV et WebDAV intégré. Malheureusement les accès IMAP par des IP non belges sont souvent bloqués par le site en invoquant des "abus". Les utilisateurs peuvent ajouter des comptes externes et les gérer de manière centralisée dans l'interface Web,.

### Gestion des utilisateurs
Les propriétaires de compte peuvent créer et gérer des comptes d'utilisateurs à l'aide de la console d'administration.

## Localisation des serveurs
Étant donné que les serveurs de Mailfence sont situés en Belgique,, Mailfence est légalement hors juridiction américaine. Mailfence n’est donc pas sujet aux obligations de silence et NSL américains. Selon la loi belge, toute demande de surveillance nationale ou internationale doit passer par un tribunal belge,.

## Sécurité et protection
En plus des fonctionnalités conventionnelles de sécurité (SPF, DKIM, TFA, protection anti-spam, blacklisting), Mailfence offre les fonctions suivantes :

### Sécurisation des échanges
L’utilisation de la TLS garantie un échange de clé éphémère pour crypter le trafic entre les utilisateurs et les serveurs de Mailfence. Les standards HSTS, MTA-STS and DANE sont également utilisés.

### Le chiffrement de bout en bout
Le service utilise une implémentation open-source de OpenPGP (RFC-4880). Les clés privées sont générées dans le navigateur, chiffrées (via AES-256) avec la phrase secrète de l’utilisateur et ensuite stockées sur le serveur,. Le serveur n’a jamais connaissance de la phrase secrète de l’utilisateur,,.

### Les signatures numériques
Le service donne le choix entre « signer » et « signer et chiffrer » un email avec ou sans annexes.

### Trousseau de clés numériques intégrés
Le service fournit un serveur de clés intégré pour clés PGP et ne requiert pas de module/extension tiers.

### Interopérabilité OpenPGP complète
Les utilisateurs peuvent communiquer avec n’importe quel service compatible OpenPGP.

## Warrant Canary et rapport de transparence
Le service maintient à jour un rapport de transparence et “Warrant Canary”.